# 有限單群分類
在数学中，有限单群分类是群论中的一大成果，表明了所有有限单群要么是循环群，要么是交错群，要么属于一个无限类，称为李型群，要么是 26 个或 27 个特别类型之一，称作散在单群。其证明涵盖共计上万页的由上百位作者撰写的数百篇期刊文章，这些文章的发表时间跨越了从 1955 年到 2004 年近半个世纪之久。
单群可以被视作所有有限群的 “基本建筑单元”，性质上近似素数之于整数的关系。Jordan–Hölder 定理是一个说明有限群本质的更精确的途径。然而，和整数分解工作的一个重要区别在于，这种 “建筑单元” 并不一定确定某个唯一的群，因为可能具有许多非同构群具有相同的合成群列，换言之，扩张问题并不存在唯一解。
D. E. Gorenstein (卒于1992年)、R. N. Lyons 和 R. M. Solomon 正在逐步发表简化以及修订版的证明。

## 分类定理的陈述
关于有限单群分类研究的最终成果如下：
定理 — 所有有限单群都必将会和下列列表之一的群同构：
- 下面三大类（每类均含无限个同构意义下的群）有限单群：

1. 素数阶循环群，
2. 5阶及以上阶的交错群，
3. Lie 型群；

- 26种散在单群；
- Tits 群（英语：Tits group），有时也被认为是第27种散在群。[注释 1]

这一分类定理在许多数学分支均有应用，如有限群的（及其于其他数学对象上的作用的）结构问题有时可转化为有限单群的问题。通过分类定理，这样的一些问题有时可以仅仅通过检查所有单群族和所有散在单群来解决。
Daniel Gorenstein 于 1983 年宣称有限单群业已完成分类，然而这为时过早，他被拟薄群的分类的证明所误导了。在 Aschbacher 和 Smith 于 2004 年为遗漏的拟薄群情况发表了一篇长达 1221 页的证明后，有限单群分类工作正式宣告完成。

## 散在单群
散在单群中，有五个被 Emile Mathieu 于 19 世纪 60 年代所发现，其余 21 个则于 1965 年 到 1975 年间陆续被找到。这其中有一部分群在它们构造出来之前就被预言存在了。这些群大部分由首个预测其存在的数学家的名字命名。完整的列表如下，其中用“或”连接的两个名称指称相同对象：
- Mathieu 群 {\displaystyle M_{11}}、{\displaystyle M_{12}}、{\displaystyle M_{22}}、{\displaystyle M_{23}}、{\displaystyle M_{24}}；
- Janko 群 {\displaystyle J_{1}}、{\displaystyle J_{2}} 或 {\displaystyle HJ}、{\displaystyle J_{3}} 或 {\displaystyle HJM}、{\displaystyle J_{4}}；
- Conway 群 {\displaystyle Co_{\mathit {1}}}、{\displaystyle Co_{\mathit {2}}}、{\displaystyle Co_{\mathit {3}}}；
- Fischer 群（英语：Fischer group） {\displaystyle Fi_{22}}、{\displaystyle Fi_{23}}、{\displaystyle Fi_{24}'}或{\displaystyle F_{3+}}；
- Higman-Sims 群（英语：Higman-Sims group） {\displaystyle HS}；
- McLaughlin 群（英语：McLaughlin group） {\displaystyle McL}；
- Held 群（英语：Held group） {\displaystyle He} 或 {\displaystyle F_{7+}} 或 {\displaystyle F_{7}}；
- Rudvalis 群（英语：Rudvalis group） {\displaystyle Ru}；
- 铃木散在群（英语：Suzuki sporadic group） {\displaystyle Suz} 或 {\displaystyle F_{3-}}；
- O'Nan 群（英语：O'Nan group） {\displaystyle O'N}
- 原田-Norton 群（英语：Harada-Norton group） {\displaystyle HN} 或 {\displaystyle F_{5+}} 或 {\displaystyle F_{5}}；
- Lyons 群 {\displaystyle Ly}；
- Thompson 群 {\displaystyle Th} 或 {\displaystyle F_{2+}} 或 {\displaystyle F_{2}}；
- 小魔群（英语：baby monster group） {\displaystyle B} 或 {\displaystyle F_{2+}} 或 {\displaystyle F_{2}}；
- 魔群 {\displaystyle M} 或 {\displaystyle F_{1}}。

除魔群外，所有散在单群于有限體上的矩阵表示业已算得。
所有 26 个散在单群中，有 20 个可看作魔群的（非正规）子群或子群的商，被 Robert Griess 称作幸福家庭 (Happy Family)。在此之外的 6 个为 {\displaystyle J_{1}}、{\displaystyle J_{3}}、{\displaystyle J_{4}}、{\displaystyle O'N}、{\displaystyle Ru} 和 {\displaystyle Ly}，被称作贱民 (pariahs)。
截至目前，在散在单群的一个可行的统一表述方面，进展较为初步。

## 分类定理证明概览
Gorenstein 写过两卷文章，概述了证明的低秩和奇特征域的部分，Michael Aschbacher，Richard Lyons 以及 D. Smith等人则写了第三卷以涵盖特征为 2 的情形。这份证明可分为如下几个主要部分：

### 小的 2-秩群
低阶的 2-秩单群，大多数是奇特征域上的低秩 Lie 型群，此外有 5 个交错群，7个特征 2 型群和 9 个散在群。
小 2-秩单群有：
- 2-秩为 0 的群，或者说奇数阶群，按 Feit-Thompson 定理均可解[8]。
- 2-秩为 1 的群。Sylow 2-子群要么是循环群，要么是广义四元数群。对于循环的 Sylow 2-子群，很容易利用传递映射处理；而对广义四元数群可以通过 Brauer-鈴木定理 处理：特别地，除 2 阶循环群外不存在 2-秩为 1 的单群[9][10][11]。
- 2-秩为 2 的群。Alperin 表明，Sylow 子群必须是二面体群、拟二面体群、缠绕群（英语：Wreath prouduct），或者 {\displaystyle U_{3}(4)} 的一个 Sylow 2-子群。第一种情况由 Gorenstein-Walter 定理（英语：Gorenstein–Walter theorem） 解决[12][13][14]，其表明，仅单群同构于 {\displaystyle A_{7}} 或对于 {\displaystyle q} 奇数的 {\displaystyle L_{2}(q)}，第二和第三种情况由 Alperin-Brauer-Gorenstein 定理（英语：Alperin-Brauer-Gorenstein Theorem）完成[15]，该定理蕴含，仅单群同构于 {\displaystyle M_{11}} 或对于 {\displaystyle q} 奇数而言的 {\displaystyle L_{3}(q)} 或 {\displaystyle U_{3}(q)}，而最后一种情况由 Lyons 完成，他证明了唯一可能单的群是 {\displaystyle U_{3}(4)} [16]。
- 2-秩至多为 4 的群，由 Gorenstein-原田定理（英语：Gorenstein–Walter theorem）完成分类[17][18]。

小 2-秩群，尤其是 2-秩至多 2 的群的分类工作，大量使用了普通特征理论和模块特征理论，而这一理论几乎从未直接用于分类工作的他处。
所有不是小 2-秩群的群可归为两大类：组件型群或特征 2 型群。这是因为，对于截面 2-秩至少为 5 的群，MacWilliams 证明了其 Sylow 2-子群连通，且平衡定理蕴含任意具连通 Sylow 2-子群的单群，或为组件型，或为特征 2 型。

### 组件型群
一群为组件型群，当且仅当对某个对合的中心化子 {\displaystyle C}，{\displaystyle C/O(C)} 有一个组件，其中 {\displaystyle O(C)} 为 {\displaystyle C} 的中心。这些群或多或少都是大秩奇特征 Lie 型群、交错群及一些散在群。这些情况下，一个重要的步骤是剔除对合中心的阻碍，这个步骤由 B-定理完成，其指出 {\displaystyle C/O(C)} 的每个组件都是 {\displaystyle C} 的组件的像。
其想法是，这些群有一个对合的中心化子，其组件为一个较小的拟单群，不妨假设该群是通过归纳已知的。从而，为了对这些群进行分类，我们需要所有已知有限单群的所有中心扩张，并找到所有单群及其。这提出了相当大量不同的亟待检查的情形：不只是有 26 个散在单群和 16 类 Lie 型群以及交错群需要处理，许多低阶或基于小域上的群，其行为与一般情形并不相通，须特别对待，同时须说明，偶特征和奇特征的 Lie 型群之间也有很大不同。

### 特征 2 型群
一群为特征 2 型群，若其每个 2-局部子群 {\displaystyle Y} 的广义拟合群 {\displaystyle F^{*}(Y)} 均为 2-群。顾名思义，其大致为在特征 2 域上的 Lie 型群，外加其让一些交错群、散在群或是奇特征群。它们的分类被归为大秩和小秩两种情况，其中，秩指的是正规化非平凡 2-子群的奇 Abel 子群的最大秩，当群是特征 2 Lie 型群时，通常（但不绝对）与 Cartan 子代数的秩等同。
秩 1 的群是薄群，由 Aschbacher 分类；秩 2 的群则是前文提到的拟薄群，由 Aschbacher 与 Smith 一同分类。这些大致对应着特征 2 域上的秩 1 或 2 的 Lie 型群。
秩至少 3 的群由三分定理进一步地细分为三类，秩 3 的情形由 Aschbacher 完成证明，而秩至少为 4 的情形则由 Gorenstein 和 Lyons 完成。这三种类型分别是
- {\displaystyle \mathrm {GF} (2)} 型群，主要由 Timmesfeld 分类；
- 对于一些奇素数的 “标准型” 群，主要由 Gilman-Griess 定理（英语：Gilman-Griess Theorem）和其他一些工作完成分类[23]；
- 唯一性类型群，根据 Aschbacher 的一个结果，其中没有单群。

总体而言，较高秩情形涵盖绝大多数秩至少 3 或 4 的特征 2 域上的 Lie 型群。

### 单群存在唯一性
分类定理的主要部分刻画了每一个单群的特征，那么现在验证对于每个特征总唯一存在一个单群就尤为重要了。这抛出了大量独立的问题，比如说，魔群存在唯一性的原始证明有着约 200 页，Thompson 和 Bombieri 对 Ree 群的鉴定是分类定理最艰巨的一部分。很多存在性证明和一些散在群的唯一性证明在原始论文里就援引了计算机辅助证明，其中的大多数现在已被更简洁的人工证明所替代。

## 证明历程

### Gorenstein 的程序化证明
在 1972 年，Gorenstein 宣布了一个用于完成有限单群分类定理的程序，涵盖以下 16 个步骤：
1. 低 2-秩群。这本质上已经由 Gorenstein 和原田完成，他们分类了 2-秩至多 4 的部分。大多 2-秩至多 2 的情形在 Gorenstein 宣布其程序时完成。
2. 2-层半单群[注释 6]。其问题是证明其单群上的一个对合中心化子的 2-层是半单的。
3. 奇特征标准型。如果一个群有一个对合，其 2-组件是奇特征 Lie 型群，目标是证明其在 “标准型” 中有一个对合中心化子，也就是一个对合中心化子同时拥有一个奇特征 Lie 型组件和一个 2-秩 1 的中心化子。
4. 奇型群的分类。这个问题表明，如果一个群拥有一个在 “标准型” 上对合的中心化子，那么它是一个奇特征 Lie 型群。这由 Aschbacher 的经典对合定理（英语：Classical involution theorem）解决[25][26][27]。
5. 拟标准型[注释 7]。
6. 中心对合。
7. 交错群分类。
8. 一些散在群。
9. 薄群。仅指薄有限群（英语：Thin finite group），那些对奇素数 {\displaystyle p} 有 2-局部 {\displaystyle p}-秩至多 1 的部分，由 Aschbacher 于1978年分类。
10. 对于奇素数 {\displaystyle p} 有强 {\displaystyle p}-嵌入子群的群。
11. 对于奇素数的信号化子函子法。主要的问题在于为不可解信号化子函子（英语：Signalizer functor）证明信号化子函子定理。由 McBride 于1982 年解决。
12. 特征 {\displaystyle p} 型群。这是那些拥有奇数 {\displaystyle p} 阶强 {\displaystyle p}-嵌入 2-层子群的群的问题，由 Aschbacher 解决。
13. 拟薄群。拟薄群是一个这样的群，其 2-局部子群对所有奇素数 {\displaystyle p} 有 {\displaystyle p}-秩至多 2.。其问题在于分类出那些特征 2 型的单群。由 Aschbacher 和 Smith 于 2004 年完成。
14. 2-层低 3-秩群。这本质上由 Aschbacher 对于 {\displaystyle e(G)=3} 的三分定理解决。主要的的挑战在于，2-层 3-秩被 2-层奇素秩所替代。
15. 标准型上的 3-元中心化子。基本上由三分定理完成。
16. 特征 2 型单群的分类。由 Gilman-Griess 定理解决，其中 3-元被奇素元所替代。

### 证明的时间线
下面表格中的大部分条目来源于 Solomon (2001)。所提供的年份通常是作为结果的完整证明的发表时间，有时会迟于结果的证明或首次宣布时间，所以其中一些条目将会以 “错误” 的顺序出现。
| 年份 | 成果 |
| 1832 | Galois 引入了正规子群，找到了单群 An (n ≥ 5) 和 {\displaystyle \mathrm {PSL} _{2}(\mathbf {F} _{p})} (p ≥ 5).                                                                                |
| 1854 | Cayley 定义了抽象群。 |
| 1861 | Mathieu 描述了前两个 Mathieu 群 M11, M12（这是最开始被发现的单群），并宣告了 M24 的存在。 |
| 1870 | Jordan 列出了一些单群：交错群、射影特殊线性群（Projective Special Linear group)，指出了单群的重要性。                                                                                        |
| 1872 | Sylow 证明了 Sylow定理。 |
| 1873 | Mathieu 介绍了另外三个 Mathieu 群 M22，M23 以及 M24. |
| 1892 | Hölder 证明，任意非交换有限单群的阶必须是一个至少为 4 个素数的积（可重复），并且提出了有限单群分类问题。                                                                                     |
| 1893 | Cole 对序数至多为 660 的单群进行了分类。 |
| 1896 | Frobenius 和 Burnside 开启有限单群特征理论的研究。 |
| 1899 | Burnside 对单群进行分类，使得每个对合的中心化子均为非平凡的初等交换 2-群。 |
| 1901 | Frobenius 证明，Frobenius 群拥有 Frobenius 核，从而特别而言是非单的。 |
| 1901 | Dickson 定义了任意有限域上的经典群，以及奇特征域上的例外 G2 型群。 |
| 1901 | Dickson 发现了例外的 E6 型有限单群。 |
| 1904 | Burnside 使用特征理论证明了 Burnside 定理，即任意非交换有限单群的阶必至少被三个不同素数整除。                                                                                                |
| 1905 | Dickson 发现了偶特征域上的 G2 特征单群。 |
| 1911 | Burnside 提出猜想，认为任意非交换有限单群是偶阶群。 |
| 1928 | Hall 证明了可解群的 Hall 子群的存在性。 |
| 1933 | Hall 开始了他关于 p-群的研究。 |
| 1935 | Brauer 开始了模特征的研究。 |
| 1936 | Zassenhaus 分类了有限的锐利 3-传递置换群。 |
| 1938 | Fitting 发现了 Fitting 子群，证明了 Fitting 定理，即对于可解群，其 Fitting 子群包含其中心化子。                                                                                              |
| 1942 | Brauer 描述了一个恰好被某个素数整除的群的模特征。 |
| 1954 | Brauer 将拥有 {\displaystyle \mathrm {GL} _{2}(\mathbf {F} _{q})} 作为一个对合中心化子的单群进行分类。                                                                                       |
| 1955 | Brauer-Fowler 定理蕴含，拥有对合的给定中心化子的有限单群具有有限个，对使用对合的中心化子进行的分类工作造成打击。                                                                             |
| 1955 | Chevalley 发现了 Chevalley 群，特别介绍了例外的 F4，E7 和E8 型单群。 |
| 1956 | Hall-Higman 定理对一个 p-可解群的表示法描述了素数幂阶元的最小多项式的可能性。 |
| 1957 | 铃木通夫证实，所有奇阶有限单中心 Abel 化群都是循环群。 |
| 1958 | Brauer-鈴木-Wall 定理表征了秩 1 射影特殊线性群，并且分类了单的中心 Abel 化群。 |
| 1959 | Steinberg 发现了 Steinberg 群，给出了一些新的有限单群， 3D4 和 2E6 型（后者由 Tits 独立地几乎同时发现）。                                                                                    |
| 1959 | 关于广义四元数群 Sylow 2-子群的Brauer-鈴木 定理特别之处，这些群均不单。 |
| 1960 | Thompson 证明，一个具有素数阶不动点自由自同构的群是幂零的。 |
| 1960 | Feit，Marshall Hall 和 Thompson 证实，所有单的奇数阶中心正规化群是循环群。 |
| 1960 | 铃木通夫发现了鈴木群，拥有 2B2 型。 |
| 1961 | Ree 发现了 Ree 群，拥有2F4 和 2G2 型。 |
| 1963 | Feit 和 Thompson 证明了奇数阶定理。 |
| 1964 | Tits 发现了 Lie 型群的 BN 对，找到了 Tits 群。 |
| 1965 | Gorenstein-Walter 定理对具有二面体 Sylow 2-子群的群进行分类。 |
| 1966 | Glauberman 证明了 Z* 定理。 |
| 1966 | Janko 发现了 Janko 群 {\displaystyle J_{1}}，大概一个世纪之后的第一个新的单群。 |
| 1968 | Glauberman 证明了 ZJ 定理。 |
| 1968 | Higman 和 Sims 发现了 Higman-Sims 群。 |
| 1968 | Conway 发现了 Conway 群。 |
| 1969 | Walter 定理对拥有交换 Sylow 2-子群的群进行分类。 |
| 1969 | 鈴木散在群，Janko 群 {\displaystyle J_{2}}，Janko 群 {\displaystyle J_{3}}，McLaughlin 群以及 Held 群的发现。                                                                                |
| 1969 | Gorenstein 基于 Thompson 的灵感发现信号化子函子。 |
| 1970 | MacWilliams 证实，拥有秩 3 非正规交换子群的群，截面 2-秩至多 4。 |
| 1970 | Bender 发现广义 Fitting 子群。 |
| 1970 | Alperin-Brauer-Gorenstein 定理对拥有拟二面体或缠绕 Sylow 2-子群的群进行分类，完成了 2-秩至多 2 的单群的分类工作。                                                                            |
| 1971 | Fischer 发现了所有三个 Fischer 群。 |
| 1971 | Thompson 对二次对进行分类。 |
| 1971 | Bender 对拥有强嵌入子群的群进行分类。 |
| 1972 | Gorenstein 给出一个 16 步的程序，用于分类有限单群；最终的分类定理相当封闭地遵从他给出的大纲。                                                                                                |
| 1972 | Lyons 发现了 Lyons 群。 |
| 1973 | Rudvalis 发现了 Rudvalis 群。 |
| 1973 | Fischer 发现了小魔群（未发表），这被 Fischer 和 Griess 用于发现魔群，而这又促使 Thompson 发现 Thompson 单群、Norton 发现原田-Norton 群（后者被原田耕一郎以另一种方式发现）。                 |
| 1974 | Thompson 对 N-群进行分类，所有这些群的局部子群均可解。 |
| 1974 | Gorenstein-原田定理对截面 2-秩至多 4 的单群进行分类，将剩余的有限单群分为组件型群和特征 2 型群。                                                                                             |
| 1974 | Tits 证实， 拥有秩至少 3 的 BN 对的群是 Lie 型群。 |
| 1974 | Aschbacher 对具有适当的二元生成核心的群进行分类。 |
| 1975 | Gorenstein 和 Walter 证明 L-平衡定理。 |
| 1976 | Glauberman 证明可解信号化子函子定理。 |
| 1976 | Aschbacher 证明组件定理，大致证实，满足一些控制条件的奇型群存在标准形式组件。这种拥有标准型式组件的群由许多作者以大量论文进行分类。                                                          |
| 1976 | O'Nan 发现了 O'Nan 群。 |
| 1976 | Janko 发现了 Janko 群 {\displaystyle J_{4}}，最后一个被发现的单群。 |
| 1977 | Aschbacher 在他的经典对合定理中表征了偶特征 Lie 型群。在这个定理之后，人们普遍认为分类定理的终点已然在望。                                                                                   |
| 1978 | Timmesfeld 证明了 O2 颇殊定理，将 GF(2) 型群的分类工作细化为几个更小的问题。 |
| 1978 | Aschbacher 对薄有限群进行分类，这些群是偶特征域上的 Lie 型特征 1 群。 |
| 1981 | Bombieri 使用消元理论完成了 Thompson 在 Ree 群特征的工作，这是分类工作最艰巨的步骤之一。 |
| 1982 | McBride 证明了所有有限群的信号化子函子定理。 |
| 1982 | Griess 以人力构造出了魔群。 |
| 1983 | Gilman-Griess 定理以标准组件对特征 2 型群和秩至少 4 的群进行分类。 |
| 1983 | Aschbacher 证明，没有有限群能够满足三分定理独立性情况的假设条件。 |
| 1983 | Gorenstein 和 Lyons 证明了对特征 2 型群和秩至少 4 的群的三分定理，同时 Aschbacher完成了秩 3 的情况。该定理将这些群分为三个情形：独立性情况、GF(2) 型群、拥有标准组件的群。                   |
| 1983 | Gorenstein 宣布分类定理已经完成，但实际因为拟薄群情况的证明尚未完成而为期尚早。 |
| 1985 | Conway，Curtis，Norton，Parker，Wilson 和 Thackeray 发表了有限单群地图，介绍了约 93 个有限单群的基本信息。                                                                                   |
| 1994 | Gorenstein，Lyons 和 Solomon 开始着手于修正后的分类定理的证明。 |
| 2004 | Aschbacher 和 Smith 发表了他们在拟薄群上的工作，填上当时已知的分类定理的最后一处空缺。 |
| 2008 | 原田耕一郎和 Solomon 通过描述一个具有标准组件的群填补了分类定理的一个小漏洞，这个标准组件是 Mathieu 群 M22 的一个覆盖，由于其 Schur 乘数的一处计算纰漏，该案例被从分类定理的证明中意外略去。 |
| 2012 | Gonthien 与其同事宣布了使用 Coq 证明助手完成的 Feit-Thompson 定理的一个计算机检验版本。 |

## 第二代分类证明
这个定理于 1985 年左右的证明版本被称作第一代分类证明，由于它令人瞠目结舌的长度，人们将注意力放在了寻找一个更简洁的证明上，称作第二代分类证明。这部分被称作 “修正主义” 的工作最开始由·Daniel Gorenstein 所牵头进行。
到 2023 年为止，已经有数十卷的第二代证明被发表（Gorenstein，Lyons & Solomon 1994, 1996, 1998, 1999, 2002, 2005, 2018a, 2018b; & Capdeboscq, 2021, 2023）。在 2012 年， Solomon 估计这项工程还需要另外的五卷，但表示进展缓慢。估计上，新的证明将最终写满近 5000 张纸。然而，随着关于 GLS 系列，同时包含 Aschbacher-Smith 组件的第 9 卷的发表，这一估计已经被打破了，而更多的几卷仍在计划中。Aschbacher 和 Smith 稍早些写就的两卷，因为其对拟薄群的情形有足够大的贡献，因为被容纳作为第二代证明的一部分。
Gorenstein 和他的同事已经给出几点原因，用以说明一个更简洁的证明存在可能。
- 其中最关键的一点，现在正确的最终表述是已知的。能够适用于相关工作的更简洁的手法已经被证实对于判定这些群是否有限单是足够的了。相比之下，致力于第一代证明的学者们并不知道具体存在多少散在单群，而且实际上其中一些单群比如 Janko 群甚至是在其他情形的分类定理完成证明之后才被发现的。因而这份证明版本得到许多部分是通过更泛用的工具完成的。
- 由于最终结论并不确定，第一代证明涵盖了许多独立存在的完整定理用于处理一些重要的特殊情况。这些大量的证明定理的工作致力于分析数目繁多的特殊情况。如果给出一个更大、更精密的证明，这些氮杂的特殊情况就可以推迟到最有力的假设被证明之后再处理了。而这样做的代价就是，像第一代证明那样的一系列简短证明不复存在，而是会被一个更加周密的分类所涵盖。
- 第一代证明中的很多定理存在重叠部分，将一些可能的情况以一种效率低下的方式进行分类。因而有限单群的族和子族有时被重复验证了很多次。修正后的证明将依赖于不同的情形细分以规避这些冗余。
- 有限群理论研究者现在对于这种练习已经有了更丰富的经验，并且在处理这些结构时掌握着更先进的工具。

Aschbacher (2004) 将 Ulrich Meierfrankendeld，Bernd Stellmacher，Gernot Stroth以及其它一些人在分类问题上的工作称作第三代分类问题。其目标之一是使用合并法统一处理所有特征 2 型群。
除去对特例的简化，一些新的方法和工具也被应用到简化上，数学家最近使用计算群论和范畴论的理论方法实现 Aschbacher 在Fusion Theory提出的简化计划，现在的具体方法是通过 
MAGMA 算法解决较小阶的p群问题。

### 证明的长度
Gorenstein 给出过一些原因，解释为什么分类定理可能没有一个像紧 Lie 群分类工作那样的简短的证明。
- 最显而易见的原因是，单群的种类客观上本就很复杂：有 26 个散在群，他们在任何证明中都只能被当作许多特殊情况处理。至今还没有人能够给出一个清晰的统一表述去像 Dynkin 根系处理紧 Lie 群分类定理一样参数化地描述这些单群。
- Atiyah 和其他人建议，分类定理应当通过构建一些这些群作用的几何对象并对其进行分类来简化。问题在于，还没有人能够给出一个简单的方式以寻找这样一个联系到单群的几何对象。在某种意义上，分类定理的确依靠寻找几何对象比如 BN-对（英语：BN-pairs）而运作。
- 其他一些简化的建议是让群表示论发挥更大的作用。这里的问题则是，表示论似乎要对群的子群进行非常细致的控制才能很好地起作用。对于小秩的群来说，我们或许能进行这样的控制使得表示论发挥作用，但对大秩的群来说，还没有人能成功将其用于简化分类定理。在分类工作的早期，人们花费了大量精力去尝试应用表示论，但在较高秩的情况中没有获得多少成功。

## 外部連結
- The Periodic Table of Finite Simple Groups （页面存档备份，存于）